# Abu Dhabi Desert Challenge
L'Abu Dhabi Desert Challenge è un rally raid che si svolge negli Emirati Arabi Uniti dal 1991. È prova valida per la Coppa del mondo rally raid (auto) e il Campionato mondiale cross country rally (moto).
Il rally è stato ideato ed organizzato dallo sceicco e pilota di rally Mohammed Ben Sulayem, attuale presidente della FIA.

## Albo d'oro
Il francese Stéphane Peterhansel, come già al Rally Dakar, è stato capce di vincere la gara sia tra le moto che, in seguito, tra le auto.
| Anno | Auto                                       | Auto                         | Moto                 | Moto                              |
| ---- | ------------------------------------------ | ---------------------------- | -------------------- | --------------------------------- |
| Anno | Equipaggio                                 | Mezzo                        | Pilota               | Mezzo                             |
| 1991 | Mohammed Mattar - Hassan Ali bin Shahdoor  | Landrover Defender 110       | non disputato        | non disputato                     |
| 1992 | Mohammed Mattar - Hassan Ali bin Shahdoor  | Landrover Defender 110       | non disputato        | non disputato                     |
| 1993 | Saeed Al Hajiri - Henri Magne              | Mitsubishi Pajero            | non disputato        | non disputato                     |
| 1994 | Jean-Louis Schlesser                       | Schlesser Original           | non disputato        | non disputato                     |
| 1995 | Jean-Louis Schlesser                       | Schlesser Original           | Heinz Kinigadner     | KTM LC4                           |
| 1996 | Bruno Saby - Dominique Serieys             | Mitsubishi Pajero            | Stéphane Peterhansel | Yamaha M3                         |
| 1997 | Ari Vatanen - Fred Gallagher               | Citroen Rally Raid           | Stéphane Peterhansel | Yamaha M3                         |
| 1998 | Jean-Pierre Fontenay - Gilles Picard       | Mitsubishi Pajero            | Heinz Kinigadner     | KTM 660                           |
| 1999 | Jean-Louis Schlesser - Henri Magne         | Schlesser-Renault            | Fabrizio Meoni       | KTM 660                           |
| 2000 | Jean-Louis Schlesser - Jean-Marie Lurquin  | Schlesser-Renault            | Jimmy Lewis          | BMW 900                           |
| 2001 | Jean-Louis Schlesser - Henri Magne         | Schlesser-Megane             | Cyril Despres        | KTM 660                           |
| 2002 | Stéphane Peterhansel - Jean-Paul Cottret   | Mitsubishi Pajero            | Cyril Despres        | KTM 660                           |
| 2003 | Stéphane Peterhansel - Jean-Paul Cottret   | Mitsubishi Pajero            | Cyril Despres        | KTM 660                           |
| 2004 | Hiroshi Masuoka - Andreas Schulz           | Mitsubishi Pajero            | Isidre Esteve Pujol  | KTM 660                           |
| 2005 | Stéphane Peterhansel - Jean-Paul Cottret   | Mitsubishi Evo               | Cyril Despres        | KTM 660                           |
| 2006 | Luc Alphand - Gilles Picard                | Mitsubishi Evo               | Marc Coma            | KTM 660                           |
| 2007 | Stéphane Peterhansel - Jean-Paul Cottret   | Mitsubishi Evo               | Marc Coma            | KTM 690                           |
| 2008 | Nasser Al-Attiyah - Tina Thörner           | BMW X3                       | Cyril Despres        | KTM 690                           |
| 2009 | Guerlain Chicherit - Tina Thörner          | BMW X3                       | Marc Coma            | KTM 690                           |
| 2010 | Leonid Novickij - Andreas Schulz           | BMW X3                       | Marc Coma            | KTM 690                           |
| 2011 | Stéphane Peterhansel - Jean-Paul Cottret   | Mini All4 Racing             | Marc Coma            | KTM 450 Rally                     |
| 2012 | Jean-Louis Schlesser - Konstantin Zhiltsov | Buggy Schlesser              | Marc Coma            | KTM 450 Rally                     |
| 2013 | Nani Roma - Michel Périn                   | Mini All4 Racing             | Marc Coma            | KTM 450 Rally                     |
| 2014 | Vladimir Vasilyev - Konstantin Zhiltsov    | Mini All4 Racing             | Paulo Gonçalves      | Honda Racing Corporation          |
| 2015 | Vladimir Vasilyev - Konstantin Zhiltsov    | Mini All4 Racing             | Marc Coma            | KTM 450 Rally                     |
| 2016 | Nasser Al-Attiyah - Mathieu Baumel         | Toyota Hilux Dakar           | Toby Price           | KTM 450 Rally                     |
| 2017 | Khalid Al Qassimi - Khalid Al Kendi        | Peugeot 3008 DKR             | Sam Sunderland       | KTM 450 Rally                     |
| 2018 | Martin Prokop - David Pabiška              | Ford F-Series                | Pablo Quintanilla    | Husqvarna 450 Rally               |
| 2019 | Stéphane Peterhansel - Andrea Peterhansel  | Mini John Cooper Works Rally | Sam Sunderland       | KTM 450 Rally                     |
| 2021 | Nasser Al-Attiyah - Mathieu Baumel         | Toyota Hilux Dakar           | Matthias Walkner     | KTM 450 Rally                     |
| 2022 | Stéphane Peterhansel - Édouard Boulanger   | Audi RS Q e-tron             | Sam Sunderland       | Gas Gas 450 Rally Factory Replica |
| 2023 | Yazeed Al-Rajhi - Timo Gottschalk          | Toyota Hilux Dakar           | Adrien van Beveren   | Honda CRF 450                     |
| 2024 | Nasser Al-Attiyah - Édouard Boulanger      | Prodrive Hunter              | Aaron Maré           | Hero                              |
| 2025 | Nasser Al-Attiyah - Édouard Boulanger      | Dacia Sandrider              | Daniel Sanders       | KTM 450 Rally                     |